# Partito Comunista Operaio Spagnolo (1973)
Il Partito Comunista Operaio Spagnolo (in spagnolo Partido Comunista Obrero Español - PCOE) è un partito politico spagnolo di orientamento marxista-leninista fondato nel 1973; confluito nel 1986 nel Partito Comunista di Spagna, si è ricostituito nel 2010.
L'organizzazione giovanile è la Federazione Giovanile Comunista di Spagna. In Catalogna è associato al Partito Comunista dei Lavoratori della Catalogna.
Gestisce il sito "Digital Iskra" e l'organo di stampa "Analisi"

## Storia
Il PCOE è nato su iniziativa del dirigente del Partito Comunista di Spagna Enrique Líster, in contrasto con la linea eurocomunista del segretario Santiago Carrillo.
Il PCOE è stato legalizzato il 31 ottobre 1977, in coincidenza con la consegna del passaporto Enrique Lister per il suo ritorno da Mosca. Il PCOE non partecipa alle successive elezioni del 1979, mentre alle elezioni del 1982 si candida in alcune circoscrizioni ottenendo lo 0,11% dei voti totali.
Nel 1986, in seguito all'espulsione di Carrilo, il congresso del PCOE decide di riconfluire nel Partito Comunista di Spagna. Una parte della dirigenza rifiuta la decisione della maggioranza e mantiene in vita l'organizzazione, fino al 2000 quando il PCOE confluisce nel Partito Comunista dei Popoli di Spagna.
Nel 2010 l'emerge di contrasti ideologici all'interno del PCPE porta a rendere di nuovo autonoma l'organizzazione del PCOE che celebra un congresso ed elegge segretario Francisco Barjas.

## Risultati elettorali
| Anno          | Voti   | %    | Seggi   |
| ------------- | ------ | ---- | ------- |
| 1982          | 25 830 | 0,12 | 0 / 350 |
| 2015          | 1 909  | 0,01 | 0 / 350 |
| 2016          | 1 822  | 0,01 | 0 / 350 |
| Aprile 2019   | 9 130  | 0,03 | 0 / 350 |
| Novembre 2019 | 9 664  | 0,04 | 0 / 350 |